# Michelle Salzano
Michelle B. Salzano (Londrina) é uma ex-ginasta brasileira, que competiu em provas de ginástica rítmica.
Salzano iniciou no esporte aos quatro anos de idade em São Paulo, e com oito foi convidada a treinar em Londrina, cidade sede da equipe brasileira de ginástica rítmica. Foi atleta da Seleção Brasileira de Ginástica Rítmica, que conquistou a inédita medalha de ouro na prova de grupos nos Jogos Pan-Americanos de Winnipeg, no Canadá, em 1999, e no ano seguinte disputou os Jogos Olímpicos de Sydney, na Austrália. Após encerrar a carreira, tornou-se árbitra da modalidade, e atualmente treina as atletas do Club Sport Marítimo, na Madeira.